# はじめ×くろす
『はじめ×くろす』（Hajime Cross）は、寺本薫による日本の4コマ漫画作品。竹書房のウェブコミック配信サイト『まんがライフWIN』で2010年1月20日更新分から2014年5月まで連載された。

## ストーリー
榊一は和泉女学院に入学し女子寮へ入寮することになった一宮ほのか専属の執事を父親から命じられる。はずであったが、男子禁制の女子校ということもあり女装して表向きはほのか専属のメイドとして活動することになってしまう。
その後、ほのかの強い希望で一も和泉女学院へ生徒として通うことになるが、一が女装生活を送っていることを知る一の従姉・園崎祥が2人の担任になり、前途多難な学園生活を送ることになってしまう。

## 登場人物
榊 一（さかき はじめ）
代々、一宮家に仕えている榊家の跡取り息子。新学期に際して父親から一宮家の令嬢・ほのか専属の執事となるよう命じられるが女子校のため、女装して表向きはほのか専属のメイドとして振る舞うことになってしまう。元から中性的な顔立ちだったことに加えて少年時代から母親の趣味で女物の服を着せられていたこともあり、女装を見破られることは滅多に無いが抵抗感は今でも有り「心はあくまでも執事」でいたいと思っている。
当初は寮でメイドとして働いていたが、後にほのかの強い希望で和泉女学院へ編入し女子生徒として通学している。
一宮 ほのか（いちのみや ほのか）
一宮家の令嬢。気立ての良い美少女だが、過保護な父親に箱入り娘として育てられていた為、一般常識に欠けた所がある。幼い頃から好奇心が強く、変装して屋敷の外に出ようとしたところである少年（一）と出会ったことを契機に自立心が芽生えて体を鍛えるようになり、華奢な外見に反して強靭な握力を身に付けている。
和泉女学院への入学に伴い、親元を離れて女子寮へ入寮した際に女装した一と再会。但し、一がかつて出会った少年と同一人物であるとは気付いておらず一が実は女装していることにも気付いていない。
園崎 祥（そのざき さち）
一の従姉で、一とほのかの担任教師。一が女装を強いられている経緯について知っている数少ない人物で、ことあるごとに従弟の一をからかって楽しんでいる。
柊 藍（ひいらぎ あい）
ほのかの同級生で、眼鏡にポニーテールが特徴の関西娘。和泉女学院は全寮制だが、ほのかと一が入寮している豪華な設備を持つ特A寮ではなく一般生徒が入るC寮に入居している。霊感が強く、その影響で彼女の所有物には霊力が帯びている。動物霊を手なづけるのが得意。
ほのかの父（ほのかのちち）
一宮家の当主。世間的には強面で通っているが、重度の親バカで女子寮に入ったほのかのことを心配する余り仕事が手に付かない状態が続いている。ほのか専属の執事（表向きはメイド）はあくまで一だが、現在でも和泉女学院の近辺には父の意向で多くのSPが派遣され、ほのかの側に男が近寄らないよう目を光らせている。
桜咲 雪（さくらざき ゆき）
和泉女学院に通う桜咲家の令嬢。低身長で性格も言動も子供っぽいが、一やほのかと同い年。桜咲家当主はほのかの母（故人）に片思いしていたが、ほのかの母がほのかの父に一目惚れしてそのまま結婚したことからほのかの父、ひいては一宮家を逆恨みしておりビジネスの場でも一宮家の事業に対する妨害を続けている。そのような父親の私怨とは全く正反対に雪自身はほのかを溺愛しており、いつもほのかの側にいる一を排除しようと目論んでいるが上手くいっていない。
正宗（まさむね）
雪専属の執事を務めている眼鏡を掛けた青年。雪が桜咲家と敵対関係に在る一宮家の令嬢・ほのかを溺愛していることを快く思っていないが、一が実は男であることを知らないまま一目惚れしてしまう。
藤 みちる（ふじ みちる）
和泉女学院の新入生。高身長で、目は前髪で隠れている。親切にされたことで一に一目惚れする。

## 単行本
竹書房バンブー・コミックスWINセレクションより発売。
1. 2011年5月21日初版発行（5月7日発売） ISBN 978-4-8124-7562-1
2. 2012年5月21日初版発行（5月7日発売） ISBN 978-4-8124-7772-4
3. 2013年6月21日初版発行（6月7日発売） ISBN 978-4-8124-8198-1
4. 2014年6月21日初版発行（6月7日発売） ISBN 978-4-8124-8700-6